# Tomáš Hájek (fotbalista, 1991)
Tomáš Hájek (* 1. prosince 1991, Zlín) je český profesionální fotbalista, který hraje na pozici středního obránce za řecký klub Panserraikos FC.

## Klubová kariéra
Je odchovancem Fastavu Zlín, kde se v roce 2011 propracoval do prvního mužstva. Před jarní částí sezony 2012/13 odešel na půlroční hostování s opcí na přestup do týmu FC Hradec Králové. S "Votroky" po půl roce sestoupil do druhé nejvyšší soutěže a následně se Hájek vrátil zpět do Zlína, kde se postupně stal oporou. S klubem zažil v sezóně 2014/15 postup do 1. české ligy. Později se stal kapitánem.

### FC Viktoria Plzeň
V lednu 2017 přestoupil do celku úřadujícího mistra FC Viktoria Plzeň, kde podepsal kontrakt na tři a půl roku.

### SBV Vitesse
V září 2020 byla ve Vitesse u osmi klubových zaměstnanců (včetně hlavního trenéra) potvrzena nákaza nemocí covid-19. Zakrátko se objevil pozitivní případ i v hráčském kádru a údajně mělo jít právě o Hájka. To se ale neukázalo pravdou, když český fotbalista nastoupil v základní sestavě v následném ligovém utkání proti Ajaxu. Hájek jevil příznaky onemocnění již v lednu 2020.

## Styl hry
Je schopný hrát ve středu obrany nebo na jejím levém kraji. Trenér Martin Pulpit jej ve Zlíně využíval i ve středu zálohy.

## Klubové statistiky
Aktuální k 15. lednu 2017
| Sezona  | Klub                      | Soutěž             | Zápasy | Góly |
| ------- | ------------------------- | ------------------ | ------ | ---- |
| 2010/11 | FC Tescoma Zlín           | 2. liga            | 8      | 0    |
| 2011/12 | FC Tescoma Zlín           | 2. liga            | 17     | 0    |
| 2012/13 | FC Fastav Zlín            | FNL                | 10     | 0    |
| 2012/13 | FC Hradec Králové (host.) | Gambrinus liga     | 6      | 0    |
| 2013/14 | FC Fastav Zlín            | FNL                | 25     | 0    |
| 2014/15 | FC Fastav Zlín            | FNL                | 29     | 0    |
| 2015/16 | FC Fastav Zlín            | Synot liga         | 27     | 1    |
| 2016/17 | FC Fastav Zlín            | ePojisteni.cz liga | 15     | 2    |
| 2016/17 | FC Viktoria Plzeň         | ePojisteni.cz liga |        |      |